# 魔兵驚天錄 噬血宿命
《猎天使魔女 噬血宿命》是2013年日本出品、由木崎文智執導，田中敦子等人配音的动画电影，该电影主要讲述的是由白金工作室制作的游戏《猎天使魔女》中的贝优妮塔，她通过一些事情，渐渐回忆起自己曾经的往事的故事。

## 電影简介
原本贝优妮塔一直都过着狩猎者一样的，狩猎天使的生活，并且她的头发还拥有魔力。直到一个叫卢卡的人的出现，并且该人还说自己的父亲就是被贝优妮塔杀死的，所以他想把一些真相展示给人们看。
与此同时，贝优妮塔的父亲因为贝优妮塔的身体里包含某种可以召唤造物主的东西，于是他决定用一些方式让贝优妮塔实现自己的目的，将造物主召唤出来。并且为了实现自己的计划，他不惜做出了很多的事情。
然而最后在贝优妮塔以及其亦敌亦友的贞德等人的帮助下，导致其计划并没有成功，不仅如此，贝优妮塔还因此想起了曾经的一些事情，而卢卡也因为得知了真相，发现自己的父亲的死和贝优妮塔没有关系，所以自然是对其心生好感……
并且贝优妮塔又继续和贞德一起过上了狩猎天使的生活。

## 配音表
- 田中敦子
- 园崎未惠
- 浪川大辅
- 泽城美雪
- 玄田哲章
- 若本规夫
- J·格兰特·阿尔布雷希特 [2]，

## 備註
1. ↑  .   [2021-12-19]. （原始内容存档于2022-02-15）.
2. ↑  .   [2021-12-19]. （原始内容存档于2022-06-04）.